# 原尿
原尿（げんにょう、英:raw urine）とは、腎臓内の糸球体で、血液が毛細血管からボーマン嚢へ濾過された液。元々は蛋白質以外の血漿成分で、尿素やブドウ糖、アミノ酸、ナトリウムなどが含まれる。この時点では尿ではなく、尿細管を通る際に養分が再吸収されて尿となる。